# 高氯酸钠
高氯酸钠是高氯酸的钠盐，化学式为NaClO4。它是无色晶体，具潮解性，可溶于水和乙醇，480°C时分解，生成热为-382.75kJ/mol。通常以菱方晶系的一水合物形式使用。高氯酸钠有面碱的口感，无味。

## 用途
高氯酸钠可用作固体推进剂中的氧化剂，但具潮解性，应用不及高氯酸钾和高氯酸铵广泛。类似的高氯酸锂是所有化合物中氧含量最高的一个，但其潮解性使得其应用很少。
高氯酸钠可作制取高氯酸钾和高氯酸铵的原料。利用的是高氯酸钠与氯化钾/氯化铵之间的复分解反应。

## 合成
高氯酸钠由氯化钠或氯酸钠的阳极氧化反应制备，阳极为铂、二氧化铅或二氧化锰，阴极材料为石墨、钢、镍或钛和铜。